# Ley de abolición de la esclavitud
La ley de abolición de la esclavitud fue promulgada por el Congreso de Venezuela el 24 de marzo de 1854, aboliendo la esclavitud definitivamente en el país. Fue ratificada el 30 de marzo de ese mismo año, liberando a 23.378 personas bajo la situación de esclavitud.

## Contexto histórico
La esclavitud en Venezuela existió desde la época precolombina, siendo practicada por algunos pueblos indígenas como los caribes y los arahuacos. Esta se ampliaría e institucionalizaría tras la llegada de la colonización por parte del Imperio español en el siglo XV de la mano de traficantes portugueses, ingleses, franceses, holandeses y españoles. La liberación de los esclavos fue una promesa tanto de los españoles como de los movimientos independentistas. Simón Bolívar había intentado acabar con la esclavitud el 2 de julio de 1816 con su Decreto sobre libertad de los esclavos.
Después de la disolución de la Gran Colombia se emitió el decreto Quedan esclavos los esclavos que abrasen el servicio militar, que acababa con la posibilidad de los esclavos de conservar la libertad que tenían desde hacía veinte años a cambio de su participación armada en la guerra de independencia.

## Legislación

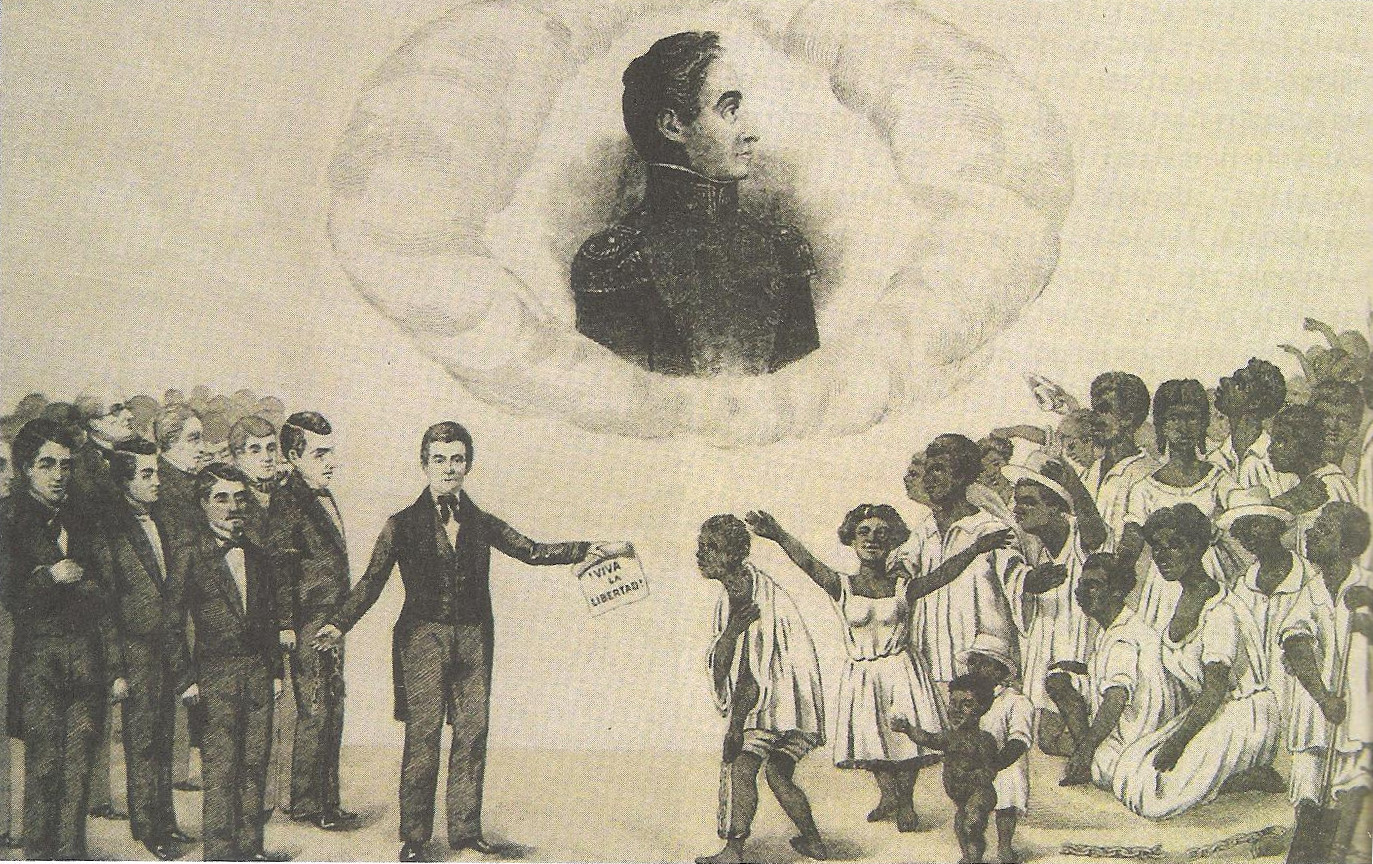
Grabado que alegoriza la abolición de la esclavitud.

Felipe Larrazábal, Silvestre Guevara y Lira y Simón Planas propusieron la abolición de la esclavitud al presidente. El proyecto de abolir la esclavitud finalmente en Venezuela llegó al Congreso por presión del presidente José Gregorio Monagas a través de una petición realizada por la Diputación Provincial de Caracas en 1852. La ley redactada en consecuencia constó de 16 artículos, entre ellos, uno que decía que cualquier esclavo que entrara al territorio venezolano desde el extranjero sería inmediatamente libre.
Esta ley también establecía una indemnización a los propietarios por la compra de la libertad de los esclavos que ascendía a un valor de 4.432.991 pesos, un promedio de 190 pesos por persona. La misma establecía los métodos de recolección de fondos por medio de diversos impuestos a la ciudadanía para el pago de las indemnizaciones. Sin embargo, el pago de estas se alargó por años debido a la falta de fondos y los diversos conflictos armados, como la Guerra Federal, llegando a sobrepasar los 5 millones de pesos lo adeudado.